# Dioptrochasma aino
Dioptrochasma aino är en fjärilsart som beskrevs av Felix Bryk 1913. Dioptrochasma aino ingår i släktet Dioptrochasma och familjen mätare. Inga underarter finns listade i Catalogue of Life.